# Caitlin Rooskrantz
Caitlin Rooskrantz est une gymnaste artistique sud-africaine, née le 5 novembre 2001 en Afrique du Sud.

## Biographie
Caitlin Rooskrantz commence la gymnastique à l'âge de six ans.
Elle remporte plusieurs médailles aux championnats d'Afrique, dont trois titres aux barres asymétriques, son agrès de prédilection.
En 2019, elle devient la première Sud-Africaine à gagner une médaille d'or en coupe du monde (World Challenge Cup), aux barres asymétriques, à Szombathely, en Hongrie,.
Lors de sa participation aux championnats du monde de 2019 à Stuttgart, elle décroche sa qualification pour les Jeux olympiques de Tokyo, alors prévus en 2020,.
En juillet 2024, elle est nommée porte-drapeau de la délégation sud-africaine aux Jeux olympiques de 2024 en compagnie de l'athlète Akani Simbine.

### Vie privée
Elle se définit comme queer[source insuffisante].

## Palmarès

### Championnats d'Afrique
- Pretoria 2014 :
  -  Médaille d'argent au concours par équipes

- Alger 2016 :
  -  Médaille d'or aux barres asymétriques
  -  Médaille d'argent au concours général individuel
  -  Médaille d'argent à la poutre
  -  Médaille de bronze au sol

- Swakopmund 2018 :
  -  Médaille d'or aux barres asymétriques
  -  Médaille d'argent au concours par équipes

- Le Caire 2022 :
  -  Médaille d'or au concours général individuel
  -  Médaille d'or aux barres asymétriques
  -  Médaille d'argent au concours par équipes
  -  Médaille de bronze à la poutre

- Pretoria 2023 :
  -  Médaille d'or au concours par équipes
  -  Médaille d'argent au concours général individuel

### Coupe du monde
- Szombathely Challenge Cup 2019 :
  -  Médaille d'or aux barres asymétriques